# Gunter van Handenhoven
Gunter van Handenhoven (Sankt-Niklas, 16 dicembre 1978) è un ex calciatore belga, di ruolo attaccante.

## Carriera

### Club
Ala sinistra, durante la sua carriera ha vestito le maglie di Metz, Gent e Lokeren, vivendo anche una breve esperienza in Qatar. Si ritira nel 2010.

### Nazionale
Ai Mondiale U-20 1997 realizza 3 reti in 3 incontri, trascinando il Belgio fino agli ottavi di finale, dove il Brasile li travolge 10-0.